# François Fournier
François Fournier (Croix-de-Rozon, 1846 – 1917) was een bekende postzegelvervalser. Voor zijn vervalsingen gebruikte hij vaak originele velranden, zodat het papier en de gom "klopte". Zelf heeft hij zijn vervalsingen nooit als echt verkocht, reden waarom hij nooit voor vervalsing is veroordeeld. Zijn drukplaten e.d. zijn tegen het eind van zijn leven verkocht aan het historisch museum van Genève, en de nog aanwezige vervalsingen zijn toen onder notarieel toezicht verbrand.